# Daryush Shayegan
Daryush Shayegan (en persan : داریوش شایگان, Dāryush Shāyegān), né le 24 janvier 1935 à Téhéran et mort dans la même ville le 22 mars 2018, est un philosophe, indianiste et professeur d'université iranien.

## Biographie
Daryush Shayegan est né à Téhéran. Son père est un Iranien d’ethnie turque, et sa mère est Géorgienne. Il est élevé par une nourrice russe, avant de faire sa scolarité en français au Collège Saint-Louis (Téhéran) à Téhéran. Il a ainsi, dès son enfance, été baigné dans différentes langues et cultures. Et c'est sans doute ce qui l’incitera à étudier les interactions entre cultures et civilisations.
Âgé de quinze ans, il va poursuivre ses études au Royaume-Uni, puis en Suisse, et finalement en France. Là, il fait son doctorat en philosophie à la Sorbonne avec le grand professeur de philosophie islamique iranienne Henry Corbin (1903-1978). Spécialiste des religions et des écoles philosophiques de l’Inde à seulement 25 ans, Daryush Shayegan commence à dispenser des cours de sanskrit, d’études indiennes et de philosophie comparée à l’université de Téhéran, il fut directeur du Centre iranien pour l’étude des civilisations. Auteur de nombreux livres, Shayegan a vécu entre Paris et la capitale iranienne.
En 2011, il obtient la grande médaille de la francophonie de l'Académie française.

## Publications
- L’Asie face à l’Occident, 1977
- Hindouisme et Soufisme, Albin Michel, 1997 — 1re édition 1979,  (ISBN 9782226309235)
- Qu'est ce qu'une révolution religieuse ?, Albin Michel, 1991 — 1re édition 1982
- Le Regard mutilé : Schizophrénie culturelle : Pays traditionnels face à la modernité, 1989-2008, Éd. Albin Michel,  (ISBN 978-2226182715)
- Les Illusions de l’identité, éd. du Félin, 1992, Ed. du Félin,  (ISBN 978-2866451141)
- Terre de mirages, éditions de l'Aube, 2004,  (ISBN 978-2752600103)
- La lumière vient de l'Occident: Le réenchantement du monde et la pensée nomade., 2005 puis 2022, Éd. de l’Aube,  (ISBN 978-2815948722)
- Schizophrénie culturelle : Les Sociétés islamiques face à la modernité, Albin Michel, 2008,  (ISBN 978-2226182715)
- Henry Corbin : Penseur de l'islam spirituel, Albin Michel, 2011
- Sous les ciels du monde, Éditions du Félin, 2011
- La Conscience métisse, Albin Michel, 2012, Éd. Albin Michel,  (ISBN 978-2866457594)
- L'Âme poétique persane: Ferdowsî, Omar Khayyâm, Rûmî, Sa'dî, Hâfez., 2017, Éd. Albin Michel,  (ISBN 978-2226400611)